# Oscar Janson
Johan Oscar Janson, född 22 juli 1975 i Göteborg, är en svensk före detta friidrottare (stavhoppare) som under åren 2003–2017 innehade det svenska rekordet i stavhopp.
Janson, som tävlade för Ullevi FK, var ganska okänd som hoppare när han 2003 i finska Somero hoppade 5,87 och  därmed noterade ett nytt svenskt rekord. Jansons karriär var därefter varit kantad av skador och han nådde aldrig upp på samma höjder som under igen.
Oscar Janson belönades 2010 med Stora grabbars och tjejers märke nummer 506.

## Idrottskarriär
Vid EM 2002 i München gick Janson vidare till final och kom sedan i finalen på en niondeplats på  5,60.
Oscar Janson vann i början på mars 2003 inomhus-SM i stav, på 5,63. Senare i mars deltog han vid Inomhus-VM i Birmingham men blev utslagen i kvalet. Utomhus, den 29 juni vid stavhoppskarnevalen i finska Somero, förbättrade Janson Patrik Kristianssons svenska rekord 5,85 från året innan med två cm till 5,87.
På grund av avsaknaden av videomaterial från Somero samt efterföljande resultat har det spekulerats huruvida Janson verkligen hoppade 5,87 i Somero. Videomaterial finns dock bevarat, resultatlistan är godkänd hos Svenska Friidrottsförbundet och bilder och resultat finns även i Someros stavhoppskarnevals 30-årsjubileumsskrift. Även finsk media och svenska tränare och tävlande var närvarande.
År 2004 vann Janson den 21 februari återigen inomhus-SM, denna gång på 5,58. Han deltog sedan i mars vid Inomhus-VM i Budapest men slogs ut i kvalet trots säsongsbästa 5,65. Han avslutade inomhussäsongen den 13 mars med att förbättra sitt säsongsbästa ytterligare till 5,70 vid en stavhoppargala i tyska Bad Oeynhausen. Under utomhussäsongen detta år vann han SM-guld på 5,65.

## Främsta meriter
Oscar Janson höll det svenska rekordet i stavhopp mellan 2003 och 2017. Han har vunnit SM-guld både inomhus och utomhus.

## Privat
Seppo Suutari, som var nordisk rekordhållare i tiokamp på 1960-talet, är Jansons morbror.

## Personliga rekord
| Utomhus - Stavhopp – 5,87 (Somero, Finland 29 juni 2003) - Längdhopp – 7,11 (Göteborg, Sverige 10 september 2002) - Tiokamp – 6 940 (Värnamo, Sverige 9 september 2001) | Inomhus - 60 meter – 7,57 (Sätra, Sverige 2 mars 2002) - 1 000 meter – 2:57,65 (Sätra, Sverige 3 mars 2002) - 60 meter häck – 8,80 (Sätra, Sverige 2 mars 2002) - Höjdhopp – 1,86 (Sätra, Sverige 2 mars 2002) - Stavhopp – 5,70 (Malmö, Sverige 22 februari 2003) - Längdhopp – 6,51 (Sätra, Sverige 2 mars 2002) - Kula – 13,10 (Sätra, Sverige 2 mars 2002) - Sjukamp – 5 243 (Sätra, Sverige 3 mars 2002) |